# Ofensiva en el este de Siria de 2014
La Ofensiva en el este de Siria de 2014 fue iniciada por el grupo terrorista Estado Islámico (Daesh) contra instalaciones militares controladas por el gobierno en el este de Siria, durante la Guerra Civil Siria, después de haber expulsado a la oposición moderada de la región. Se considera a esta ofensiva como el mayor ataque contra el bando gubernamental lanzada por Daesh desde su creación. También se considera que fue la respuesta de los islamistas a las operaciones militares del Ejército sirio en el este del país.

## Desarrollo

### Asaltos en Alepo, Raqqa y Al Hasakah
En la tarde del 23 de julio, un contingente de 640 yihadistas (de los cuales 40 debían infiltrarse) asaltó los cuarteles de la 17.ª División, en la gobernación de Raqqa desde tres ángulos. El ataque inició con el envío de dos suicidas que fueron abatidos antes de llegar a destino. Sin embargo, 19 soldados murieron a causa de las explosiones. Horas después, El Estado Islámico lanzó un ataque en el 121.º Regimiento, en la gobernación de al-Hasakah, así como también en el acceso sur de la capital homónima. Se informó que los terroristas mataron al general Mozid Salama y a 20 de sus hombres, cosa que fue negada por un oficial sirio. Asimismo, cuatro islamistas, simulando ser miembros de la FDN, irrumpieron en la sede del Partido Baaz en la ciudad de al-Hasakah y asesinaron a un funcionario de alto rango antes de inmolarse. Un total de 12 personas murieron en dicho ataque.
En la noche del 25 de julio, un coche bomba explotó en el retén Panorama, matando a cinco soldados, mientras que tres miembros de las YPG murieron en combate en el sur de al-Hasakah. Por otro lado, se reportó que 11 soldados y 17 yihadistas murieron en el 121.º Regimiento.
El 26 de julio, tras dos días de combates, Daesh se hizo con los cuarteles de la 17.ª División luego de que el Ejército se retirara. Cientos de tropas también evacuaron la base de la 93.ª Brigada y se marcharon de localidades cercanas. Tres grupos emprendieron la retirada, mientras uno proveyó cobertura. Uno de los grupos fue emboscado por los islamistas, pero los otros dos, lograron llegar a la 93.ª Brigada. Otros 300 soldados aún permanecían en la localidad de Al Rahyat. Cincuenta soldados del grupo que había sido capturado fueron ejecutados sumariamente. En total, 85 miembros de las fuerzas leales murieron en la batalla por la 17.ª División. Según el Observatorio Sirio para los Derechos Humanos (OSDH), otros 200 aún permanecían desaparecidos. Los cadáveres de algunos de los soldados ejecutados fueron desfilados en Al Raqa, y sus cabezas fueron clavadas en rejas. Por su parte, Estado Islámico perdió a 28 de sus combatientes.
Ese mismo día, Daesh penetró en la sitiada base aérea de Kuweires, al este de Alepo, y capturó parte de las instalaciones.
Por la tarde, se informó que los yihadistas se habían hecho con buena parte del 121.º Regimiento de Artillería, y, según el OSDH, lo capturó en su totalidad al día siguiente. Sin embargo, según fuentes kurdas, el Ejército recapturó la base luego de forzar la retirada de los extremistas con fuego de artillería. También se reportó que las YPG capturaron armamento perteneciente al Ejército sirio en al-Hasakah, en tanto que las fuerzas kurdas y progubernamentales montaron retenes conjuntamente para mantener a los islamistas fuera de la ciudad. De acuerdo a la agencia de noticias estatal SANA, el Ejército recapturó el centro penitenciario de menores, el Cementerio de los Mártires y la zona de al-Ahrash, en el sur de al-Hasakah.
Mientras tanto, decenas de soldados que escaparon de la 17.ª División llegaron a la Base Aérea de Tabqa. Simultáneamente, Daesh se retiró de Kuweires debido a los feroces ataques con artillería

### Contraataque leal
El 31 de julio, los terroristas se retiraron de la zona de Al Mashtal hacia Mafraq Sediq, 7 km al oeste de Al Hasakah, debido a la posibilidad de caer bajo fuego de artillería siria. Mientras tanto, el Estado Islámico atacó Al Hasakah con morteros, matando a 3 personas.
El 1 de agosto, el ejército contraatacó y Daesh se retiró de las zonas al sur de Al Hasakah. Las fuerzas leales se hicieron con cinco localidades y alcanzaron el antiguo cruce de Al Shaddadah durante el avance.

### Los islamistas avanzan
Luego de combates nocturnos que incluyeron un triple atentado suicida, el 7 de agosto, el Estado Islámico se hizo con buena parte de la base de la 93.ª Brigada, y la capturó al día siguiente. Tras esto, Daesh comenzó a preparar la ofensiva contra Tabqa, el último bastión gubernamental en toda la gobernación de Raqqa.
Para este momento, 105 soldados habían muerto en la base de la 17.ª División, y otros 140 continuaban desaparecidos. Unos 108 soldados lograrían llegar a Tabqa el 14 de agosto.
El 8 de agosto, Daesh repelió un ataque conjunto de fuerzas sirias y kurdas en el puente Beiruti cuyo objetivo era recapturar el barrio de Ghuweran, en Al Hasakah.

### Mohasan y la presa de Baath
El 28 de agosto, la Fuerza Aérea Árabe Siria bombardeó un cuartel de Daesh en la ciudad de Mohasan, durante una reunión de seis comandantes y jueces islámicos, matando a la mayor parte de los presentes e hiriendo al resto. Otro ataque aéreo, cerca de la Presa de Baath, mató a decenas de terroristas.
De acuerdo al OSDH, el Estado Islámico asesinó a unos 160 soldados entre el 27 y 28 de agosto. A principios de octubre, 29 soldados que habían escapado de la base de la 93.ª Brigada lograron llegar sanos y salvos a Al Hasakah.

## Posterioridad
El 14 de septiembre, la Fuerza Aérea bombardeó un campo de entrenamiento de Daesh, matando a 17 yihadistas y un civil que se encontraba de visita. Al día siguiente, ingenieros del Ejército y miembros de las Fuerzas Especiales volaron el único puente hacia Deir Ezzor, matando a todos los extremistas que se encontraban en el mismo. Debido a esto, Estado Islámico perdió su única conexión terrestre con la ciudad que se hallaba sitiada por los islamistas, viéndose obligado a transportar suministros a las partes que controlaba mediante botes.